# Vildhäxan
Vildhäxan (danska: Vildheks) är en dansk familje- och äventyrsfilm från 2018 i regi av Kaspar Munk efter ett manus av Kaspar Munk, Bo Hr. Hansen och Poul Berg.

## Handling
12-åriga Clara är en helt vanlig tjej som bor i stan med sin mamma Mille. Clara är bästa vän med Oscar, som är lite speciell, så hon hemlighåller det för de andra tjejerna i klassen. Clara vill bara vara normal och passa in. En dag börjar Clara kunna lukta och höra saker som hon inte borde kunna, och samtidigt är hon övertygad om att en mystisk, svart katt förföljer henne.

## Rollista
- Gerda Lie Kaas — Clara
- Sonja Richter — Moster Isa
- May Lifschitz — Kimæra
- Vera Mi Bachmann — Kahla
- Albert Werner — Oscar
- Signe Egholm Olsen — Mille
- Henrik Mestad — Mester Millanconda
- Kirsten Olesen — Thuja
- Peder Holm Johansen — Valla
- Martin Hylander — Biolog-Henrik
- Elvira Glahn — Josephine K.
- Vera Larsson — Alberte
- Marie Lund Asholt — Anne Katrine
- Emma Karla Munk Henriksen — Viola
- Kit Eichler Waage — Bravita Blodsunge
- Morten Hauch-Fausbøll — röst
- Sonny Lahey — röst
- Jenny Rossander — röst
- Ulla Jessen — röst